# 817 Annika
817 Annika là một tiểu hành tinh ở vành đai chính, thuộc nhóm tiểu hành tinh Eunomia. Nó được xếp loại tiểu hành tinh kiểu S, có bề mặt sáng.
Tiểu hành tinh này do Max Wolf phát hiện ngày 6.2.1916 ở Heidelberg. Không biết rõ nguồn gốc tên của nó.